# NN-15
La carretera NN-15 es una vía departamental secundaria ubicada en el noroeste de Nicaragua, en el departamento de Chinandega. Tiene una longitud aproximada de 6,40 kilómetros y conecta la carretera NIC-12 con el municipio de San Juan de Cinco Pinos.
La ruta cumple un papel clave al conectar la red troncal del país con áreas rurales productivas, sirviendo como vía de acceso para la movilidad agrícola y comercial de la región.

## Trazado y cruces
La NN-15 atraviesa áreas rurales del municipio de San Juan de Cinco Pinos y conecta con la vía principal NIC-12.
| km  | Localidad               | Departamento | Conexión / Ruta |
| --- | ----------------------- | ------------ | --------------- |
| 0.0 | Empalme con NIC-12      | CH           | NIC 12          |
| 2.9 | El Sombrerito           | CH           | Camino rural    |
| 6.4 | San Juan de Cinco Pinos | CH           | NN 16           |